# Wybory prezydenckie w Beninie w 2016 roku
Wybory prezydenckie w Beninie w 2016 roku – odbyły się 6 marca (I tura) i 20 marca (II tura) w Beninie. Początkowo pierwsza tura miała się odbyć 28 lutego, ale została przesunięta o tydzień z powodu opóźnienia w produkcji kart do głosowania.  Urzędujący w tym czasie prezydent Yayi Boni sprawował wówczas drugą kadencję, co w świetle prawa uniemożliwiało mu kandydowanie w 2016 roku. W drugiej turze biznesmen Patrice Talon wygrał z urzędującym wówczas premierem Lionelem Zinsou.

## Kampania
Prawo zezwoliło na kampanię wyborczą tylko w okresie 15 dni bezpośrednio przed wyborami.

### Kandydaci
Partia Parti RésoAtao wybrała swoich kandydatów w prawyborach 7 listopada 2015 roku. Jej przywódca i jedyny parlamentarzysta, Mohamed Atao Hinnouho, został wybrany 141 głosami. Jego konkurentami byli Eliane Saizonou – przywódczyni kobiecego skrzydła partii, która otrzymała 14 głosów – i Félix Tohoyessou – pierwszy sekretarz partii, który otrzymał 8 głosów.
Premier Lionel Zinsou 1 grudnia 2015 roku ogłosił swoją kandydaturę z ramienia partii Forces Cauris pour un Bénin Emergent. Do tej samej partii należał urzędujący wówczas ustępujący prezydent. Zapowiedział, że jako prezydent położy nacisk na finansowanie rolnictwa i wspomoże nieformalnych pracowników w uzyskaniu formalnego zatrudnienia. Jego francuskie pochodzenie (jest urodzonym i wychowanym w Paryżu francuzem) budziło wiele kontrowersji. Przywódca związku zawodowego przeciwników Zinsou nazwał premiera kolonizatorem, który będzie tuszował przestępstwa gospodarcze Yayi Boniego. Rząd bronił Zinsou podkreślając, że posiada on pełne obywatelstwo benińskie, a jego przeciwnicy odwołują się do podstawowych instynktów – nienawiści, rasizmu, strachu i nietolerancji.
Komisja wyborcza ogłosiła 13 stycznia 2016, że 48 osób zgłosiło swoją kandydaturę i wypełniło niezbędne dokumenty, jednak nie zostali jeszcze zatwierdzeni przez Trybunał Konstytucyjny. Była to największa liczba zgłoszonych kandydatów w historii Beninu. Każdy kandydat musiał wpłacić kaucję 25 000 dolarów i złożyć oświadczenie zdrowotne w celu potwierdzenia dobrego stanu zdrowia. Trybunał odrzucił 11 kandydatur z powodu niespełnienia wszystkich wymagań. Trzech kandydatów wycofało się przed rozpoczęciem kampanii wyborczej.
Wybory przyciągnęły uwagę wielu biznesmenów, którzy kandydowali najczęściej bez poparcia partii politycznych. Wśród nich był zwycięzca tych wyborów i dawny sponsor kampanii Yayi Boni, Patrice Talon.

## Po wyborach
Tego samego dnia, którego ogłoszono wyniki, nowo wybrany prezydent elekt Patrice Talon zapowiedział reformę konstytucyjną, ograniczającą liczbę kadencji prezydenta do jednej pięcioletniej i zmniejszenie liczby członków rządu z 28 do 16. Został zaprzysiężony 6 kwietnia 2016, a skład swojego rządu ogłosił dzień później. W nowym rządzie nie było premiera, a dwaj kandydaci, którzy poparli Talona w drugiej turze, Pascal Koupaki i Abdoulaye Bio-Tchane, otrzymali ważne stanowiska. Koupaki został sekretarzem generalnym prezydencji, a Bio-Tchane ministrem stanu do spraw planowania i rozwoju.

## Wyniki
| Kandydat                                      | I tura    | I tura    | II tura   | II tura   |
| Kandydat                                      | Głosy     | %         | Głosy     | %         |
| --------------------------------------------- | --------- | --------- | --------- | --------- |
| Lionel Zinsou                                 | 856 218   | 28,44     | 1 076 061 | 34,63     |
| Patrice Talon                                 | 746 798   | 24,80     | 2 030 941 | 65,37     |
| Sébastien Ajavon                              | 693 492   | 23,03     |           |           |
| Abdoulaye Bio-Tchané                          | 264 515   | 8,79      |           |           |
| Pascal Koupaki                                | 176 286   | 5,85      |           |           |
| Robert Gbian                                  | 47 042    | 1,56      |           |           |
| Fernand Amoussou                              | 35 214    | 1,17      |           |           |
| Issa Salifou                                  | 31 225    | 1,04      |           |           |
| Aké Natonde                                   | 26 463    | 0,88      |           |           |
| Nassirou Bako Arifari                         | 19 061    | 0,63      |           |           |
| Mohamed Atao Hinnouho                         | 12 009    | 0,40      |           |           |
| Saliou Youssao Aboudou                        | 11 935    | 0,40      |           |           |
| Bertin Koovi                                  | 10 645    | 0,35      |           |           |
| Richard Senou                                 | 7 924     | 0,26      |           |           |
| Karimou Chabi Sika                            | 7 236     | 0,24      |           |           |
| Zul-Kifl Salami                               | 6 431     | 0,21      |           |           |
| Elisabeth Agbossaga                           | 5 604     | 0,19      |           |           |
| Zacharie Cyriaque Goudali                     | 4 793     | 0,16      |           |           |
| Issifou Kogui N'douro                         | 4 791     | 0,16      |           |           |
| Azizou El-Hadj Issa                           | 4 077     | 0,14      |           |           |
| Gabriel Ayivi Adjavon                         | 4 040     | 0,13      |           |           |
| Marcel de Souza                               | 3 927     | 0,13      |           |           |
| Omer Rustique Guezo                           | 3 844     | 0,13      |           |           |
| Jean-Alexandre Hountondji                     | 3 771     | 0,13      |           |           |
| Daniel Edah                                   | 3 555     | 0,12      |           |           |
| Marie-Elise Gbèdo                             | 3 506     | 0,12      |           |           |
| Christian Enock Lagnide                       | 3 174     | 0,11      |           |           |
| Issa Badarou Soule                            | 2 804     | 0,09      |           |           |
| Simon Pierre Adovelande                       | 2 788     | 0,09      |           |           |
| Moudjaidou Soumanou Issoufou                  | 2 573     | 0,09      |           |           |
| Gatien Houngbedji                             | 2 213     | 0,07      |           |           |
| Kamarou Fassassi                              | 1 676     | 0,06      |           |           |
| Kessile Tchala Sare                           | 1 258     | 0,04      |           |           |
| Razem                                         | 3 010 888 | 100       | 3 082 998 | 100       |
| Zarejestrowani wyborcy                        | 4 702 168 | 4 702 168 | 4 746 384 | 4 746 384 |
| Frekwencja                                    | 64,03     | 64,03     | 66,13     | 66,13     |
| Źródło: cour-constitutionnelle-benin - 1, - 2 |           |           |           |           |